# 찰리 새비지
찰리 윌리엄 헨리 새비지(영어: Charlie William Henry Savage, 2003년 5월 2일 ~ )는 웨일스의 축구 선수로 현재 레딩에서 미드필더로 뛰고 있다.

## 가족 관계
아버지 : 로비 새비지